# Akira Suzuki
Akira Suzuki (jap. 鈴木 章,* 12. rujna 1930. u Mukawi, Japan) je japanski kemičar, dobitnik je Nobelove nagrade za kemiju u 2010. godini.

## Nagrade i odličja
- 1986. Weissberger-Williams Lectureship Award
- 1987. Testimonial from the Korean Chemical Society
- 1989. Chemical Society of Japan Award
- 1995. DowElanco Lectureship Award
- 2000. H. C. Brown Lecturer Award (Purdue University)
- 2001. Distinguished Lecturer Award (Queen’s University (Kingston))
- 2010. Nobelova nagrada za kemiju

## Vanjske poveznice
- Kratki životopis na stranici sigmaaldrich.com